# Давыдовское сельское поселение (Волгоградская область)
Давы́довское се́льское поселе́ние — муниципальное образование в Дубовском районе Волгоградской области, административный центр — село Давыдовка. 

## История
Давыдовское сельское поселение образовано Законом Волгоградской области от 14 марта 2005 года № 1026-ОД «Об установлении границ и наделении статусом Дубовского района и муниципальных образований в его составе».

## Население
| 2010 | 2012 | 2013 | 2014 | 2015 | 2016 | 2017 |
| ---- | ---- | ---- | ---- | ---- | ---- | ---- |
| 732  | ↗734 | ↘716 | ↘704 | ↘687 | ↘667 | ↗668 |
| 2018 | 2019 | 2020 | 2021 |      |      |      |
| ↘662 | ↘648 | ↘637 | ↘609 |      |      |      |

## Состав сельского поселения
| № | Населённый пункт | Тип населённого пункта       | Население |
| - | ---------------- | ---------------------------- | --------- |
| 1 | Давыдовка        | село, административный центр | ↘609      |